# انائو، ترلاک
انائو، ترلاک (به لاتین: Anao, Tarlac) یک سکونتگاه مسکونی در فیلیپین است که در تارلاک واقع شده‌است.

## خصوصیات
انائو ۲۳٫۸۷ کیلومترمربع مساحت و ۱۰٬۸۷۳ نفر جمعیت دارد.

## نگارخانه

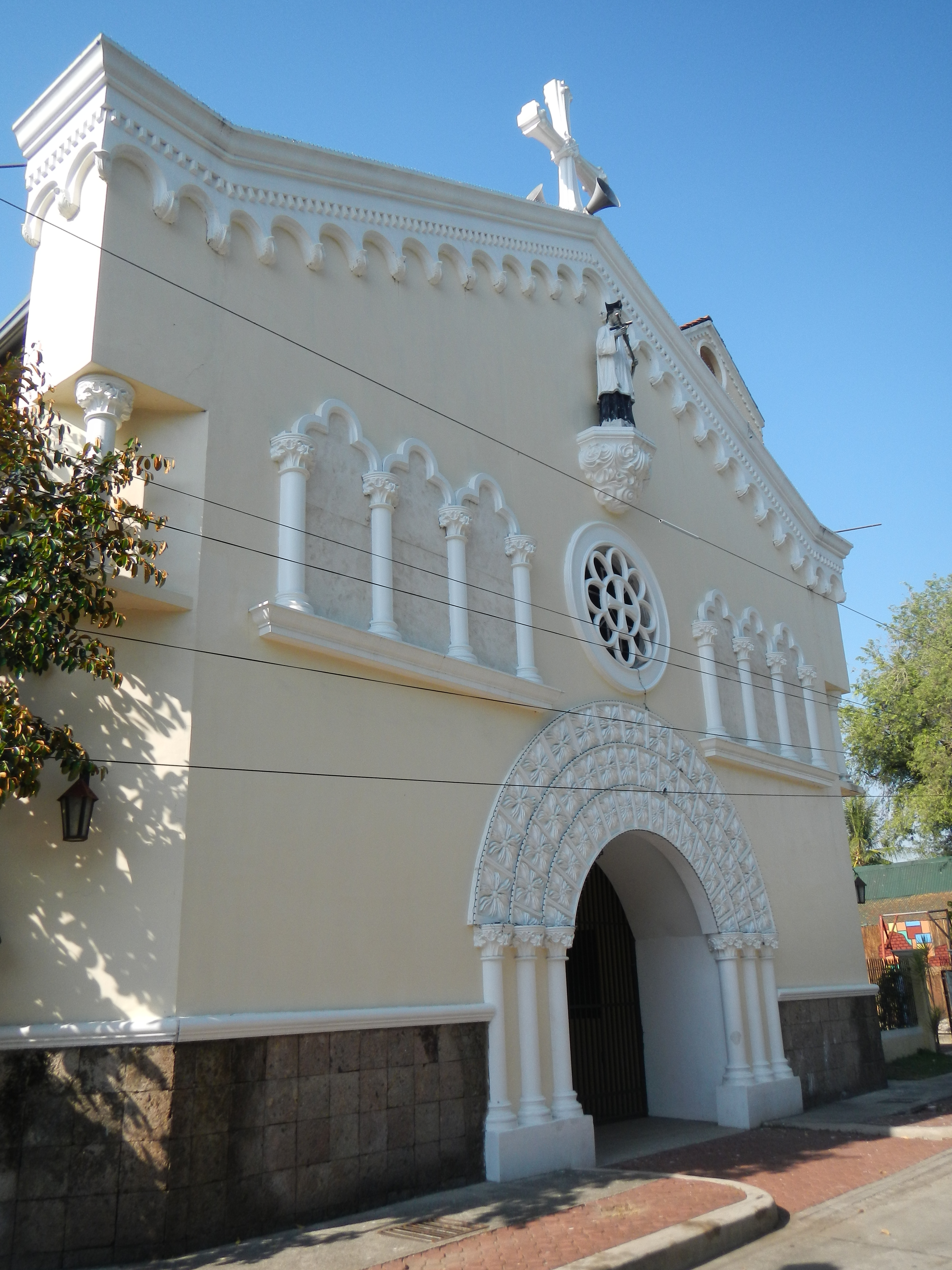
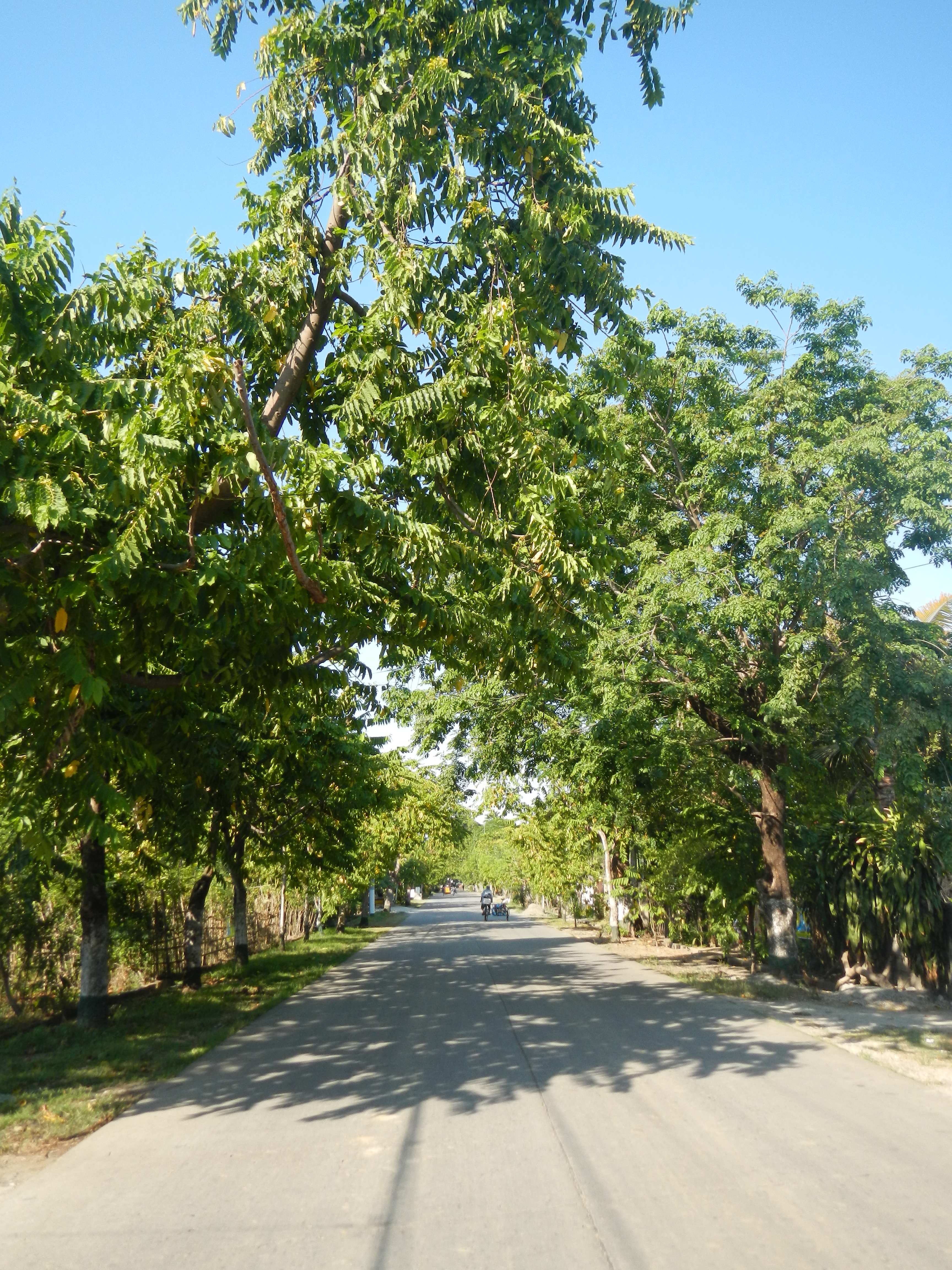
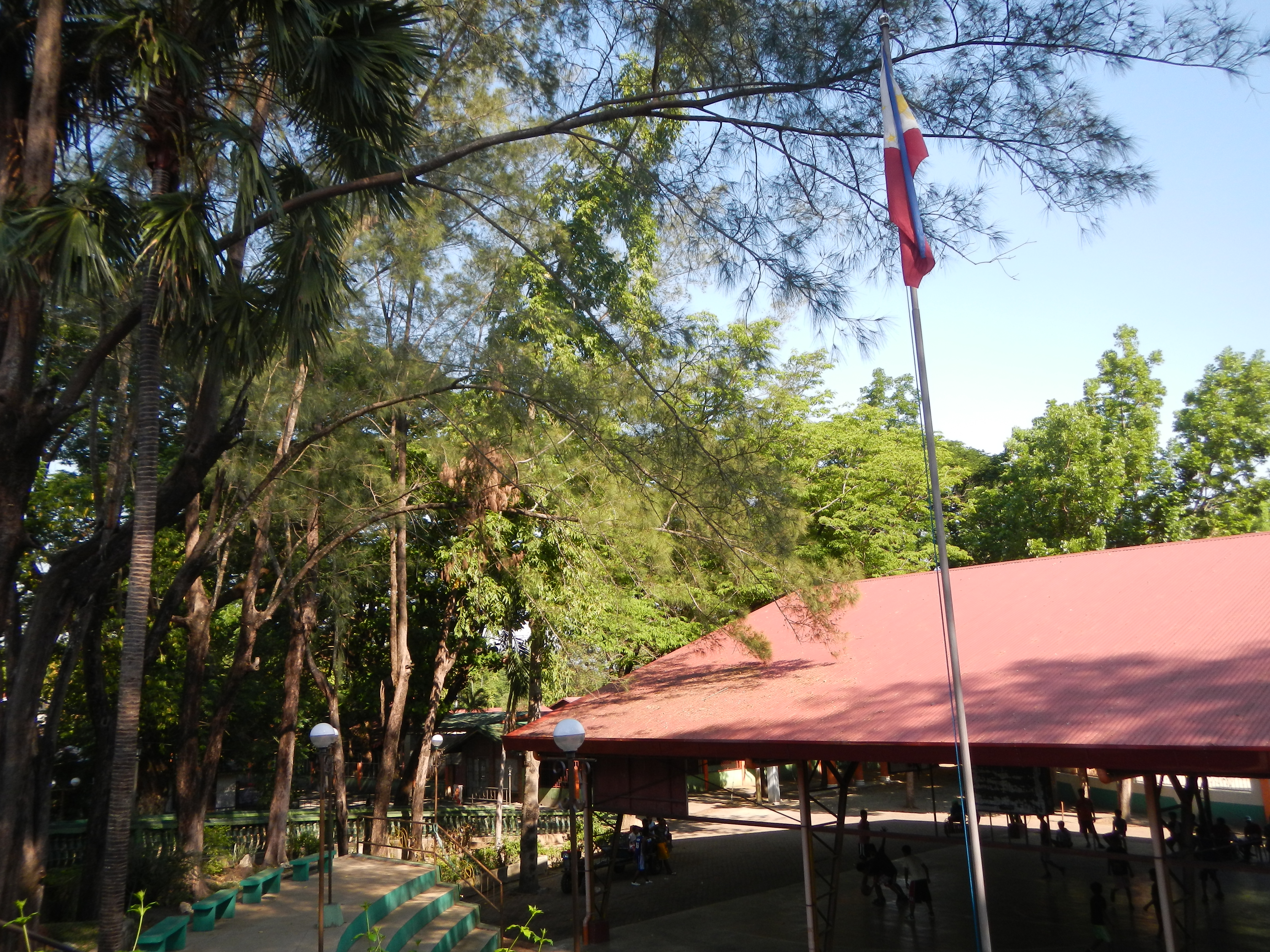
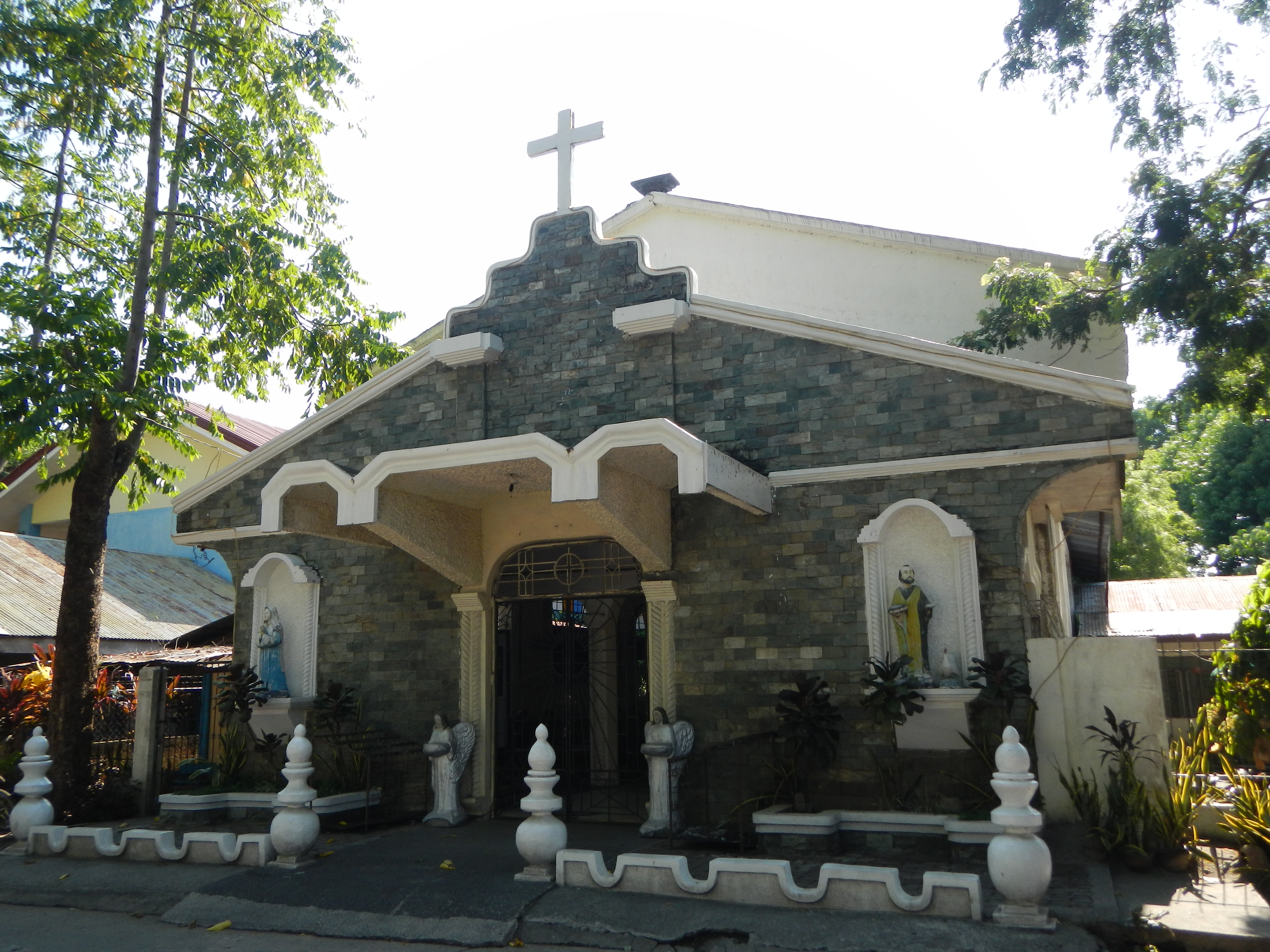
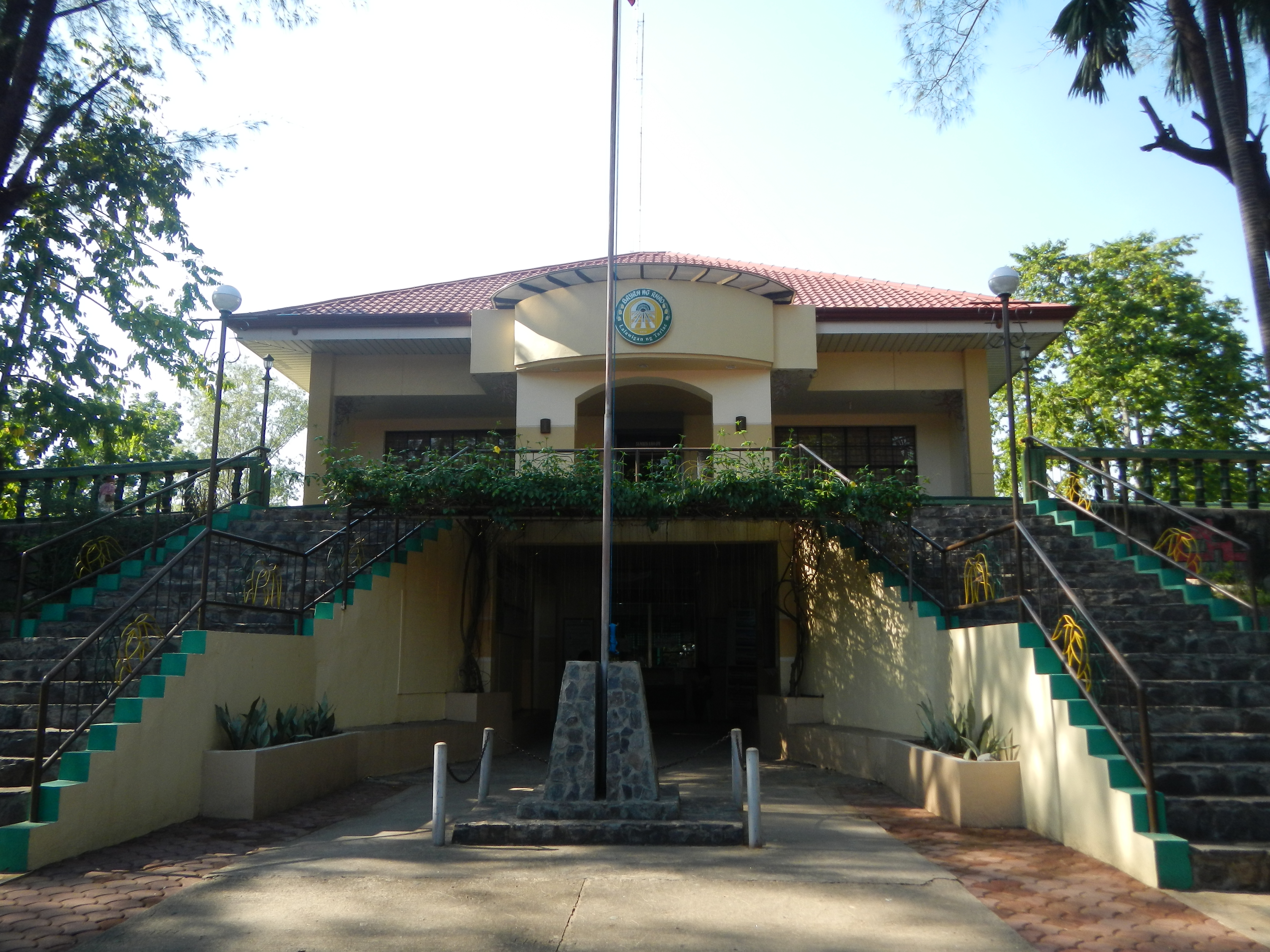
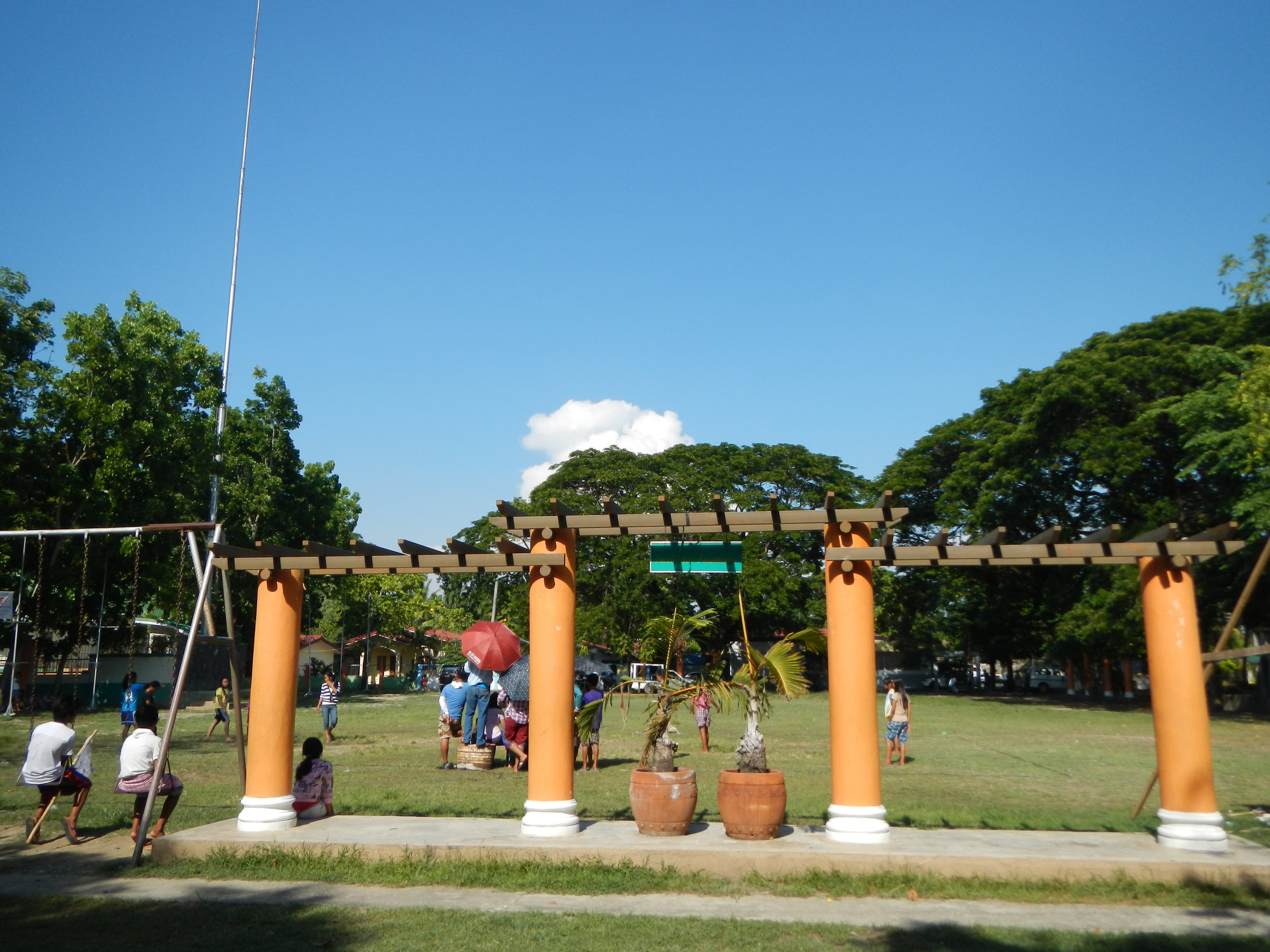
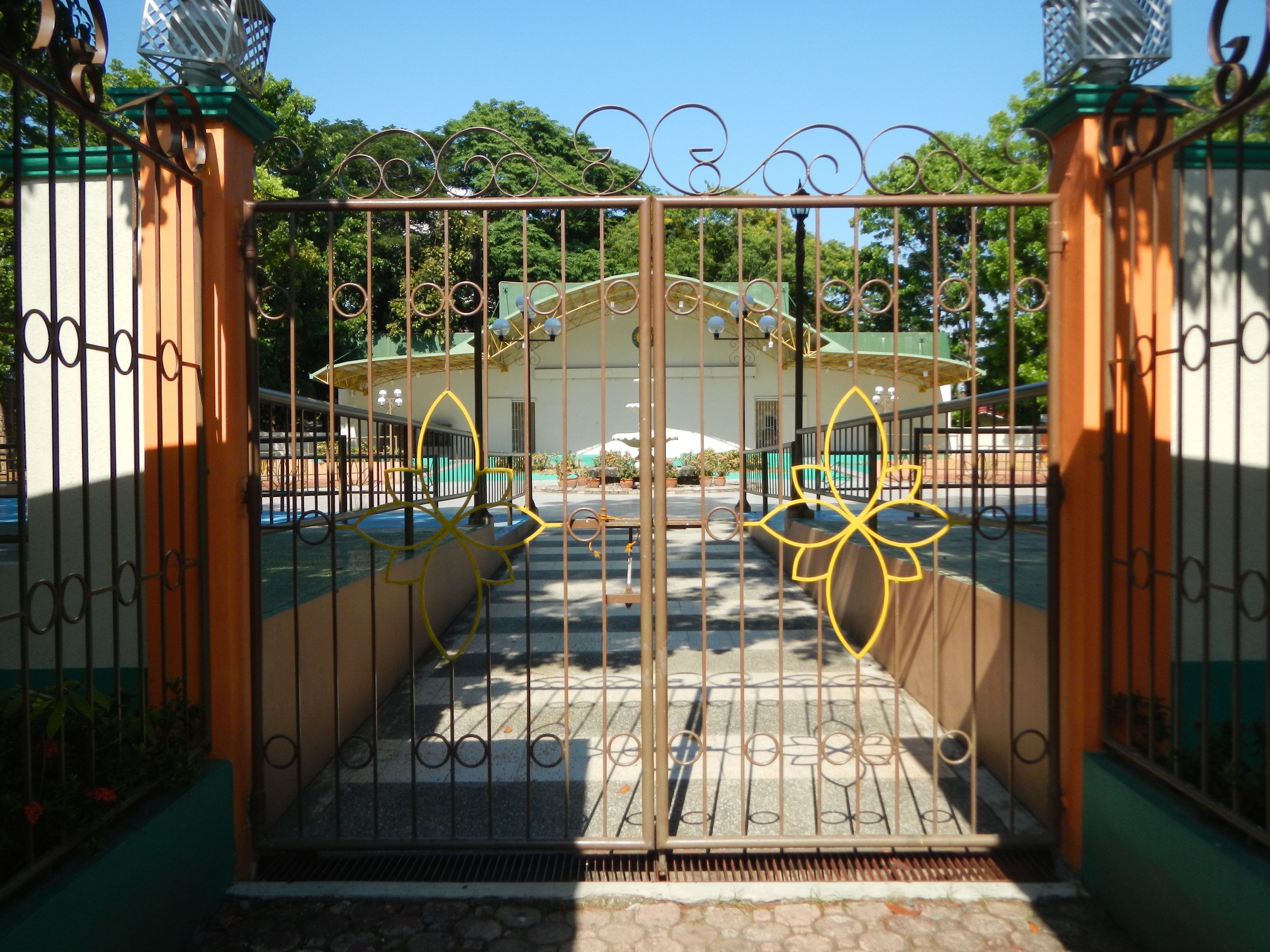
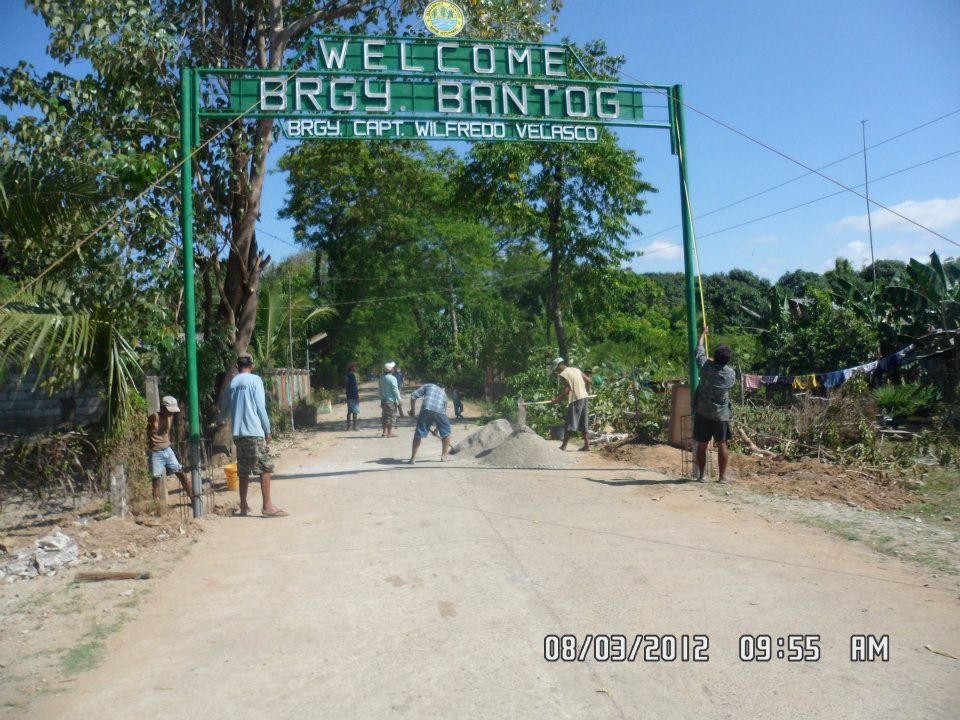